# Supercopa da Itália de 2000
A Supercopa da Itália de 2000 ou Supercoppa Italiana 2000 foi a 13ª edição da competição que para muitos, abre a temporada 2000/2001 do futebol italiano. Assim como em todas as edições, a Supercoppa Italiana foi disputada em partida única com o campeão do Campeonato Italiano (Lazio) e a finalista da Copa da Itália (Internazionale), ambas na temporada 1999/2000.
A partida foi no dia 8 de setembro de 2000 e ocorreu no Estádio Olímpico de Roma.

## Final
Partida única
| 8 de setembro de 2000 | Lazio                                                     | 4 - 3  | Internazionale                       | Estádio Olímpico de Roma                |
|                       | C. López 33', 38' · Mihajlović 47' (rig.) · Stanković 74' | report | 2' Keane · 61' Farinós · 75' Vampeta | Público: 65,000 Árbitro: Stefano Farina |

## Campeão
| Campeão da Supercopa da Itália de 2000 |
| -------------------------------------- |
| Lazio 2° titulo                        |